# أولاد الفرح الجبل (بويبلان)
أولاد الفرح الجبل هي إحدى مشيخات المملكة المغربية، تتبع جغرافيا لإقليم تازة وإداريًا لبويبلان. يقدر عدد سكانها بـ 2297 نسمة حسب الإحصاء الرسمي للسكان والسكنى لسنة 2004.